# Eastbourne International 2019
Eastbourne International 2019 (còn được biết đến với Nature Valley International vì lý do tài trợ) là một giải quần vợt nam và nữ thi đấu trên mặt sân cỏ ngoài trời. Đây là lần thứ 45 (nữ) và lần thứ 9 (nam) giải đấu được tổ chức. Giải đấu là một phần của WTA Premier tournament của WTA Tour 2019 và là một phần của ATP World Tour 250 của ATP World Tour 2019. Giải đấu diễn ra tại Devonshire Park Lawn Tennis Club ở Eastbourne, Vương quốc Liên hiệp Anh và Bắc Ireland từ ngày 23 đến ngày 29 tháng 6 năm 2019.

## Điểm và tiền thưởng

### Phân phối điểm
| Sự kiện | VĐ  | CK  | BK  | TK  | Vòng 1/16 | Vòng 1/32 | Vòng 1/48 | Q  | Q2 | Q1 |
| Đơn nam | 250 | 150 | 90  | 45  | 20        | 0         | —         | 12 | 6  | 0  |
| Đôi nam | 250 | 150 | 90  | 45  | 0         | —         | —         | —  | —  | —  |
| Đơn nữ  | 470 | 305 | 185 | 100 | 55        | 30        | 1         | 25 | 13 | 1  |
| Đôi nữ  | 470 | 305 | 185 | 100 | 1         | —         | —         | —  | —  | —  |

### Tiền thưởng
| Sự kiện | VĐ       | CK      | BK      | TK      | Vòng 1/16 | Vòng 1/32 | Vòng 1/48 | Q2     | Q1     |
| Đơn nam | €117,930 | €62,115 | €33,650 | €19,170 | €11,295   | €6,690    | —         | €3,010 | €1,505 |
| Đơn nữ  | $158,770 | $84,505 | $42,260 | $21,415 | $11,140   | $5,825    | $3,840    | $2,125 | $1,278 |
| Đôi nam | €35,830  | €18,830 | €10,210 | €5,840  | €3,420    | —         | —         | —      | —      |
| Đôi nữ  | $49,950  | $26,435 | $14,539 | $7,410  | $4,020    | —         | —         | —      | —      |

## Nội dung đơn ATP

### Hạt giống
| Quốc gia | Tay vợt           | Xếp hạng1 | Hạt giống |
| -------- | ----------------- | --------- | --------- |
| ARG      | Guido Pella       | 24        | 1         |
| SRB      | Laslo Đere        | 27        | 2         |
| GBR      | Kyle Edmund       | 30        | 3         |
| SRB      | Dušan Lajović     | 31        | 4         |
| ESP      | Fernando Verdasco | 37        | 5         |
| FRA      | Gilles Simon      | 38        | 6         |
| ITA      | Marco Cecchinato  | 40        | 7         |
| MDA      | Radu Albot        | 41        | 8         |

- 1 Bảng xếp hạng vào ngày 17 tháng 6 năm 2019.

### Vận động viên khác
Đặc cách:
- Jay Clarke
- Kyle Edmund
- Dan Evans

Miễn đặc biệt:
- Feliciano López

Vượt qua vòng loại:
- Thomas Fabbiano
- Paul Jubb
- Tennys Sandgren
- James Ward

Thua cuộc may mắn:
- Denis Kudla
- Juan Ignacio Londero

### Rút lui
Trước giải đấu
- Matteo Berrettini → thay thế bởi  Leonardo Mayer
- Richard Gasquet → thay thế bởi  Sam Querrey
- Philipp Kohlschreiber → thay thế bởi  Steve Johnson
- Feliciano López → thay thế bởi  Denis Kudla

## Nội dung đôi ATP

### Hạt giống
| Quốc gia | Tay vợt              | Quốc gia | Tay vợt                | Xếp hạng1 | Hạt giống |
| -------- | -------------------- | -------- | ---------------------- | --------- | --------- |
| COL      | Juan Sebastián Cabal | COL      | Robert Farah           | 10        | 1         |
| ARG      | Máximo González      | ARG      | Horacio Zeballos       | 40        | 2         |
| FRA      | Fabrice Martin       | FRA      | Édouard Roger-Vasselin | 60        | 3         |
| GBR      | Dominic Inglot       | USA      | Austin Krajicek        | 70        | 4         |

- 1 Bảng xếp hạng vào ngày 17 tháng 6 năm 2019.

### Vận động viên khác
Đặc cách:
- Scott Clayton /  James Ward
- Dan Evans /  Lloyd Glasspool

Thay thế:
- Nicholas Monroe /  Fernando Verdasco

### Rút lui
Trước giải đấu
- Leonardo Mayer

## Nội dung đơn WTA

### Hạt giống
| Quốc gia | Tay vợt              | Xếp hạng1 | Hạt giống |
| -------- | -------------------- | --------- | --------- |
| AUS      | Ashleigh Barty       | 2         | 1         |
| CZE      | Karolína Plíšková    | 3         | 2         |
| NED      | Kiki Bertens         | 4         | 3         |
| GER      | Angelique Kerber     | 6         | 4         |
| UKR      | Elina Svitolina      | 7         | 5         |
| ROU      | Simona Halep         | 8         | 6         |
| USA      | Sloane Stephens      | 9         | 7         |
| BLR      | Aryna Sabalenka      | 10        | 8         |
| LAT      | Anastasija Sevastova | 12        | 9         |
| SUI      | Belinda Bencic       | 13        | 10        |
| DEN      | Caroline Wozniacki   | 14        | 11        |
| CHN      | Wang Qiang           | 15        | 12        |
| CZE      | Markéta Vondroušová  | 16        | 13        |
| GBR      | Johanna Konta        | 18        | 14        |
| GER      | Julia Görges         | 19        | 15        |
| EST      | Anett Kontaveit      | 20        | 16        |

- 1 Bảng xếp hạng vào ngày 17 tháng 6 năm 2019.

### Vận động viên khác
Đặc cách:
- Harriet Dart
- Simona Halep
- Angelique Kerber
- Katie Swan
- Heather Watson

Bảo toàn thứ hạng:
- Anna-Lena Friedsam

Vượt qua vòng loại:
- Fiona Ferro
- Polona Hercog
- Veronika Kudermetova
- Jessica Pegula
- Samantha Stosur
- Dayana Yastremska

Thua cuộc may mắn:
- Zarina Diyas
- Daria Gavrilova
- Viktorija Golubic
- Magda Linette
- Pauline Parmentier
- Mandy Minella

### Rút lui
Trước giải đấu
- Bianca Andreescu → thay thế bởi  Evgeniya Rodina
- Ashleigh Barty → thay thế bởi  Mandy Minella
- Dominika Cibulková → thay thế bởi  Rebecca Peterson
- Julia Görges → replaced by  Zarina Diyas
- Tatjana Maria → thay thế bởi  Andrea Petkovic
- Anastasia Pavlyuchenkova → thay thế bởi  Tamara Zidanšek
- Alison Riske → thay thế bởi  Magda Linette
- Anastasija Sevastova → thay thế bởi  Viktorija Golubic
- Donna Vekić → thay thế bởi  Daria Gavrilova
- Wang Qiang → thay thế bởi  Pauline Parmentier

Trong giải đấu
- Ons Jabeur (chấn thương cổ chân phải)

### Bỏ cuộc
- Danielle Collins (chấn thương lưng thấp)
- Jeļena Ostapenko (chấn thương hông trái)
- Barbora Strýcová (chấn thương chân trái)

## Nội dung đôi WTA

### Hạt giống
| Quốc gia | Tay vợt             | Quốc gia | Tay vợt       | Xếp hạng1 | Hạt giống |
| -------- | ------------------- | -------- | ------------- | --------- | --------- |
| CAN      | Gabriela Dabrowski  | CHN      | Xu Yifan      | 20        | 1         |
| AUS      | Samantha Stosur     | CHN      | Zhang Shuai   | 21        | 2         |
| Hoa Kỳ   | Nicole Melichar     | CZE      | Květa Peschke | 27        | 3         |
| GER      | Anna-Lena Grönefeld | NED      | Demi Schuurs  | 33        | 4         |

- 1 Bảng xếp hạng vào ngày 17 tháng 6 năm 2019.

### Vận động viên khác
Đặc cách:
- Harriet Dart /  Heather Watson

Thay thế:
- Mihaela Buzărnescu /  Anna-Lena Friedsam
- Darija Jurak /  Katarina Srebotnik

### Rút lui
Trước giải đấu
- Jeļena Ostapenko (chấn thương hông trái)
- Zheng Saisai (chấn thương hông trái)

Trong giải đấu
- Vera Zvonareva (chấn thương cổ tay trái)

## Nhà vô địch

### Đơn nam
- Taylor Fritz đánh bại  Sam Querrey, 6–3, 6–4

### Đơn nữ
- Karolína Plíšková đánh bại  Angelique Kerber, 6–1, 6–4

### Đôi nam
- Juan Sebastian Cabal /  Robert Farah đánh bại  Maximo González /  Horacio Zeballos, 3–6, 7–6(7–4), [10–6]

### Đôi nữ
- Chan Hao-ching /  Latisha Chan đánh bại  Kirsten Flipkens /  Bethanie Mattek-Sands, 2–6, 6–3, [10–6]